# Eastnor Castle

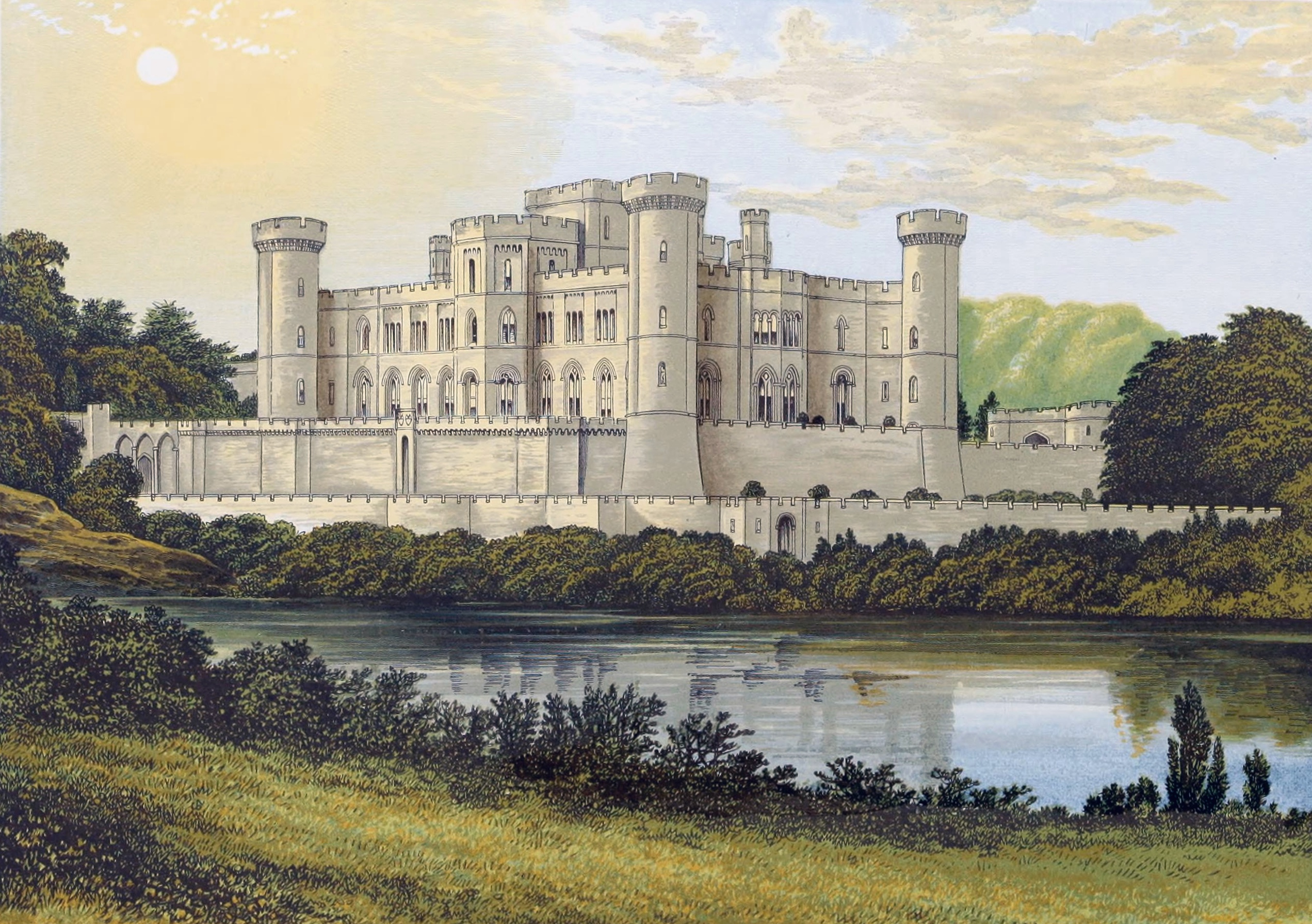
Eastnor Castle um 1880

Eastnor Castle ist eine Burg aus dem 19. Jahrhundert im Dorf Eastnor in der englischen Grafschaft Herefordshire, 3 km von der Stadt Ledbury entfernt. John Cocks ließ es für sich als Landsitz bauen. Auch seine Nachkommen wohnten dort. Zurzeit residiert dort die Familie von James Hervey-Bathurst, dem Enkel von Arthur Somers-Cocks. English Heritage hat Eastnor Castle als historisches Gebäude I. Grades gelistet.

## Geschichte
Das Anwesen wurde Ende des 16. Jahrhunderts begründet, als die Familie Cocks Land in der Gegend kaufte. Folgende Heiraten in die Familien der Barone Somers und Nash sorgten für ausreichenden Reichtum, um das heutige imposante Gebäude zu errichten, das wie eine mittelalterliche Burg aussieht, die die Grenze nach Wales bewacht.
Die Burg wurde nach Plänen von Robert Smirke in den Jahren 1812 bis 1820 erbaut. A. W. N. Pugin veränderte Details im Inneren, z. B. die Ausgestaltung des gotischen Salons, in den Jahren 1849 und 1850 und George E. Fox führte in den 1860er-Jahren weitere Veränderungen durch. Die Burg ist aus Werksteinmauerwerk gebaut und besitzt ein Dach aus Schiefer und Blei, das sich hinter einer zinnenbewehrten Brüstung verbirgt. Gusseisen wurde für die Traufen und Deckenbalken eingesetzt. Der Bau kostete 85.000 £.
Die Burg wurde später im 19. Jahrhundert vom britischen Architekten Charles Locke Eastlake, wie folgt, kritisiert:
It is a massive and gloomy-looking building, flanked by watch-towers, and enclosing a keep. To preserve the character at which it aimed, the windows were made exceedingly small and narrow. This must have resulted in much inconvenience within (...) The building in question might have made a tolerable fort before the invention of gunpowder, but as a residence it was a picturesque mistake. (dt.: Es handelt sich um ein massives,  schwermütig aussehendes Gebäude, das von Wachtürmen flankiert, einen Donjon einschließt. Um den Charakter, auf den es abhiebt, zu erhalten, sind die Fenster extrem klein und schmal. Dies musste zu vielen Unannehmlichkeiten innerhalb (...) führen. Das Gebäude, um das es geht, hätte ein akzerptables Fort vor Erfindung des Schießpulvers sein können, aber als Residenz war es ein pittoresker Fehler.)

## Heutige Nutzung

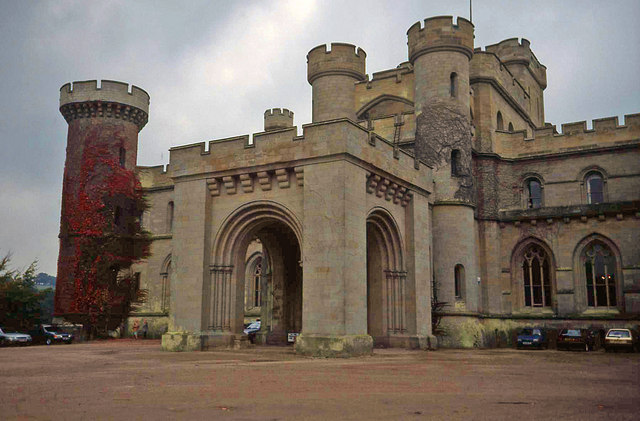
Haupteingang von Eastnor Castle 1992

Auf dem Anwesen befindet sich eine Teststrecke von Land Rover. Jedes Jahr im Juni findet auf der Burg das Landrover World Event statt, das den Besuchern die Möglichkeit bietet, die jeweils neuesten Modelle des Automobilherstellers im Gelände auszuprobieren.
Eastnor Castle diente als Drehort für eine Reihe von Filmen; der vermutlich bekannteste ist One More Time (1970) mit Jerry Lewis und Sammy Davis, Jr. Die BBC filmte 1976 einige Szenen für den TV-Film Der Prinz und der Bettelknabe mit Nicholas Lyndhurst dort. 1984 nutzten die Band Slade und die BBC die Burg: Slade ließ dort ihr Video für Run Runaway drehen und die BBC die Außenszenen von Abner Browns theologischem College im Film nach dem Roman The Box of Delights. 1986 wurde ein Film nach Oscar Wildes Erzählung Das Gespenst von Canterville ebenfalls dort gedreht.
Im Sommer 2010 wurden einige Aufgaben eines mittelalterlichen Themas der ersten Folge in der 17. Saison der US-amerikanischen Reality-Wettbewerbs-TV-Serie The Amazing Race in dieser Burg gedreht, z. B. der erste „Boxenstop“ des Rennens.

## Veranstaltungen
- Im Rehpark von Eastnor Castle findet das Musikfestival The Big Chill statt.
- Mountain Mayhem, ein Mountainbike-Festival.
- Wettbewerb der Feuerwerk-Champions.[8]